# Aregua
Aregua este un oraș din departamentul Central, Paraguay.